# 히로에 레이
히로에 레이(일본어: 広江 礼威, 1972년 12월 5일 ~ )는 일본의 만화가이다. 가나가와현 출신. 혈액형은 O형. 《비취협곡기담》, 《블랙라군》이 대표작이다.